# 舍夫罗什
舍夫罗什（法語：Chevroches，法語發音：[ʃəvʁɔʃ] ⓘ）是法国涅夫勒省的一个市镇，属于克拉姆西区。

## 地理
舍夫罗什（47°26'59"N, 3°32'44"E）面积3.21 平方千米，位于法国勃艮第-弗朗什-孔泰大區涅夫勒省，该省份为法国中部省份，北至约讷省，西北接卢瓦雷省，西接谢尔省，南至阿列省，东南接索恩-卢瓦尔省，东临科多尔省。
与舍夫罗什接壤的市镇（或旧市镇、城区）包括：克拉姆西、阿尔姆、多讷西、约讷河畔维利耶。

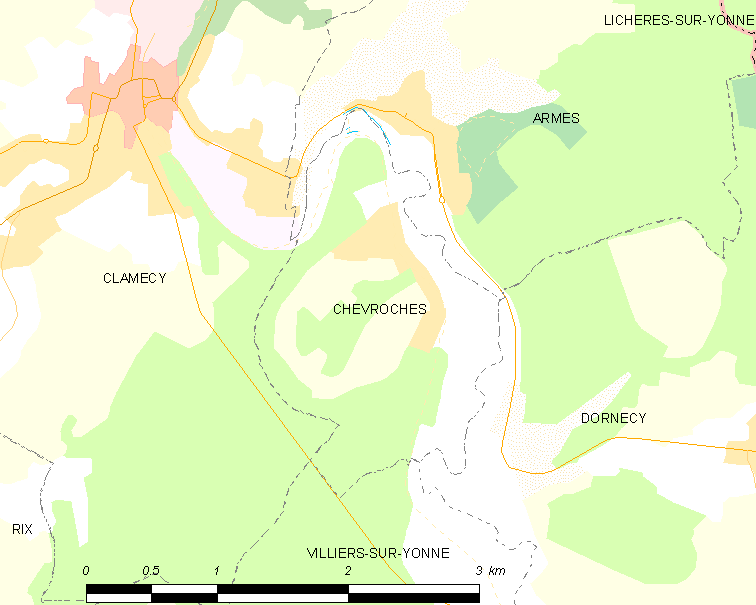
舍夫罗什的OSM定位图

舍夫罗什的时区为UTC+01:00、UTC+02:00（夏令时）。

## 行政
舍夫罗什的邮政编码为58500，INSEE市镇编码为58073。

## 政治
舍夫罗什所属的省级选区为克拉姆西县。

## 人口

1962-2008年间舍夫罗什人口变化图示

舍夫罗什于2022年1月1日时的人口数量为114人。